# Plaue
Plaue is een gemeente in de Duitse deelstaat Thüringen, en maakt deel uit van de Ilm-Kreis.
Plaue telt 2.007 inwoners.

## Geschiedenis
Op 1 januari 2019 werd het aangrenzende Neusiß opgenomen in de gemeente. Plaue werd overgeheveld van de Verwaltungsgemeinschaft Oberes Geratal naar de Verwaltungsgemeinschaft Geratal, waar Neusiß al onder viel, waarvan de naam werd aangepast naar Verwaltungsgemeinschaft Geratal/Plaue.
Alkersleben · Amt Wachsenburg · Angelroda · Arnstadt · Bösleben-Wüllersleben · Dornheim · Elgersburg · Elleben · Elxleben · Geratal · Großbreitenbach · Ilmenau · Martinroda · Osthausen-Wülfershausen · Plaue · Stadtilm · Witzleben